# Brzeg (district)
Brzeg (powiat brzeski) is een Pools district (powiat) in de woiwodschap Opole. Het district heeft een totale oppervlakte van 876,52 km² en telt 91.543 inwoners (2014).

## Steden
- Brzeg (Brieg)
- Grodków (Grottkau)
- Lewin Brzeski (Löwen)
- Skarbimierz

Stadsdistrict:
Opole

Districten:
Brzeg · Głubczyce · Kędzierzyn-Koźle · Kluczbork · Krapkowice · Namysłów · Nysa · Olesno · Opole · Prudnik · Strzelce